# ヴワディスワフ・コルチツ

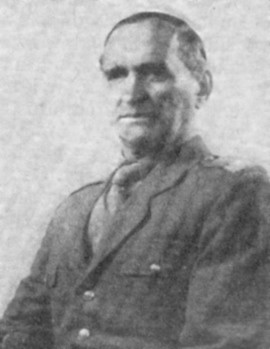
ヴワディスワフ・コルチツ

ヴワディスワフ・コルチツ (Władysław Korczyc （ポーランド語） , ロシア語: Владислав Викентиевич Корчиц , 1893年 - 1968年) は、ポーランド・ソ連の軍人。大将。第二次世界大戦後、ポーランド軍参謀総長を務める。

## 経歴
スロニム近郊のボグダノヴィッチ村に生まれる。ロシア帝国軍において、第一次世界大戦に従軍。
1919年に労農赤軍に志願し、ロシア内戦とポーランド・ソビエト戦争に従軍。1929年、第19狙撃師団参謀長。1936〜38年、第14狙撃軍団参謀長。1938年に逮捕・投獄。1940年釈放。
独ソ戦勃発時、第245狙撃師団を指揮。1942年1月〜8月、第182狙撃師団を指揮し、その後、第34軍副司令官、第1打撃軍参謀長を務めた。
大戦中、ソ連領内ではポーランド軍が編成されていたが、生粋のポーランド人将校の多くがヴワディスワフ・アンデルス将軍と共に西側に去ったため、1944年にポーランド系ロシア人が急遽集められた。コルチツもポーランド軍に編入され、第1ポーランド人民軍副司令官に任命された。1944年10月、ズィグムント・ベルリンク将軍に代わり司令官となる。同年12月末、スタニスラフ・ポプラフスキー将軍と交代し、人民軍参謀総長となる。
終戦後、ポーランド軍参謀総長/国防第一次官となる。1954年、予備役編入され、ソ連に帰国した。